# Rudolf Krčil
Rudolf Krčil (Trnovany, 5 marzo 1906 – 3 aprile 1981) è stato un allenatore di calcio e calciatore cecoslovacco, di ruolo centrocampista.

## Statistiche d'allenatore
In grassetto le competizioni vinte.
| Stagione        | Squadra          | Campionato      | Campionato | Campionato | Campionato | Campionato | Coppe nazionali | Coppe nazionali | Coppe nazionali | Coppe nazionali | Coppe nazionali | Coppe continentali | Coppe continentali | Coppe continentali | Coppe continentali | Coppe continentali | Altre coppe | Altre coppe | Altre coppe | Altre coppe | Altre coppe | Totale | Totale | Totale | Totale | Vittorie % | Piazzamento        |
| Stagione        | Squadra          | Comp            | G          | V          | N          | P          | Comp            | G               | V               | N               | P               | Comp               | G                  | V                  | N                  | P                  | Comp        | G           | V           | N           | P           | G      | V      | N      | P      | %          | Piazzamento        |
| --------------- | ---------------- | --------------- | ---------- | ---------- | ---------- | ---------- | --------------- | --------------- | --------------- | --------------- | --------------- | ------------------ | ------------------ | ------------------ | ------------------ | ------------------ | ----------- | ----------- | ----------- | ----------- | ----------- | ------ | ------ | ------ | ------ | ---------- | ------------------ |
| 1947-1948       | Teplice          | 2L              | 22         | 16         | 3          | 3          | -               | -               | -               | -               | -               | -                  | -                  | -                  | -                  | -                  | -           | -           | -           | -           | -           | 22     | 16     | 3      | 3      | 72,73      | 1º, Promozione     |
| 1952            | Teplice          | MR              | 26         | 13         | 7          | 6          | -               | -               | -               | -               | -               | -                  | -                  | -                  | -                  | -                  | -           | -           | -           | -           | -           | 26     | 13     | 7      | 6      | 50,00      | 3º                 |
| 1953            | Teplice          | 2L              | 11         | 8          | 1          | 2          | -               | -               | -               | -               | -               | -                  | -                  | -                  | -                  | -                  | -           | -           | -           | -           | -           | 11     | 8      | 1      | 2      | 72,73      | 2º                 |
| 1954            | Teplice          | 2L              | 18         | 10         | 3          | 5          | -               | -               | -               | -               | -               | -                  | -                  | -                  | -                  | -                  | -           | -           | -           | -           | -           | 18     | 10     | 3      | 5      | 55,56      | 2º                 |
| 1955            | Teplice          | 2L              | 22         | 14         | 3          | 5          | -               | -               | -               | -               | -               | -                  | -                  | -                  | -                  | -                  | -           | -           | -           | -           | -           | 22     | 14     | 3      | 5      | 63,64      | 3º                 |
| 1956            | Teplice          | 2L              | 22         | 10         | 4          | 8          | -               | -               | -               | -               | -               | -                  | -                  | -                  | -                  | -                  | -           | -           | -           | -           | -           | 22     | 10     | 4      | 8      | 45,45      | 5º                 |
| 1957-1958       | Teplice          | 2L              | 33         | 16         | 7          | 10         | -               | -               | -               | -               | -               | -                  | -                  | -                  | -                  | -                  | -           | -           | -           | -           | -           | 33     | 16     | 7      | 10     | 48,48      | 3º                 |
| 1958-1959       | Teplice          | 2L              | 26         | 9          | 6          | 11         | -               | -               | -               | -               | -               | -                  | -                  | -                  | -                  | -                  | -           | -           | -           | -           | -           | 26     | 9      | 6      | 11     | 34,62      | 7º                 |
| 1959-1960       | Teplice          | 2L              | 26         | 10         | 8          | 8          | -               | -               | -               | -               | -               | -                  | -                  | -                  | -                  | -                  | -           | -           | -           | -           | -           | 26     | 10     | 8      | 8      | 38,46      | 5º                 |
| Totale Teplice  | Totale Teplice   | Totale Teplice  | 208        | 106        | 42         | 60         |                 | -               | -               | -               | -               |                    | -                  | -                  | -                  | -                  |             | -           | -           | -           | -           | 208    | 106    | 42     | 60     | 50,96      |                    |
| gen.-giu. 1961  | Ruda Hvezda Brno | IL              | ?          | ?          | ?          | ?          | -               | -               | -               | -               | -               | -                  | -                  | -                  | -                  | -                  | -           | -           | -           | -           | -           | 0      | 0      | 0      | 0      | —          | Subentrato, 12º    |
| lug.-dic. 1961  | Ruda Hvezda Brno | 2L              | ?          | ?          | ?          | ?          | -               | -               | -               | -               | -               | -                  | -                  | -                  | -                  | -                  | -           | -           | -           | -           | -           | 0      | 0      | 0      | 0      | —          | Esonerato          |
| gen.-giu. 1962  | Spartak ZJS Brno | 2L              | ?          | ?          | ?          | ?          | -               | -               | -               | -               | -               | -                  | -                  | -                  | -                  | -                  | -           | -           | -           | -           | -           | 0      | 0      | 0      | 0      | —          | Subentrato, 8º     |
| lug.-dic. 1962  | Spartak ZJS Brno | IL              | 13         | ?          | ?          | ?          | -               | -               | -               | -               | -               | -                  | -                  | -                  | -                  | -                  | -           | -           | -           | -           | -           | 0      | 0      | 0      | 0      | —          | Esonerato          |
| gen.-giu. 1963  | Spartak LZ Plzeň | IL              | 13         | ?          | ?          | ?          | -               | -               | -               | -               | -               | -                  | -                  | -                  | -                  | -                  | -           | -           | -           | -           | -           | 0      | 0      | 0      | 0      | —          | 13º, Retrocessione |
| lug.-dic. 1963  | Spartak LZ Plzeň | 2L              | ?          | ?          | ?          | ?          | -               | -               | -               | -               | -               | -                  | -                  | -                  | -                  | -                  | -           | -           | -           | -           | -           | 0      | 0      | 0      | 0      | —          | Esonerato          |
| 1969–1970       | ASV Bergedorf 85 | RLN             | 32         | 9          | 4          | 19         | -               | -               | -               | -               | -               | -                  | -                  | -                  | -                  | -                  | -           | -           | -           | -           | -           | 32     | 9      | 4      | 19     | 28,13      | 16º, Retrocessione |
| Totale carriera | Totale carriera  | Totale carriera | 240+       | 115+       | 46+        | 79+        |                 | -               | -               | -               | -               |                    | -                  | -                  | -                  | -                  |             | -           | -           | -           | -           | 240    | 115    | 46     | 79     | 47,92      |                    |

## Palmarès

### Giocatore
- Campionato cecoslovacco: 3

Slavia Praga: 1933-1934, 1934-1935, 1936-1937
- Coppa di Malta: 1

Floriana: 1937-1938

### Allenatore
- Druhá liga: 1

Teplice: 1947-1948